# Xã Sullivan, Quận Moultrie, Illinois
Xã Sullivan (tiếng Anh: Sullivan Township) là một xã thuộc quận Moultrie, tiểu bang Illinois, Hoa Kỳ. Năm 2010, dân số của xã này là 6.263 người.